# 克勞斯維爾 (緬因州)
克勞斯維爾（英語：Crouseville）是位於美國緬因州阿魯斯圖克縣的一個非建制地區。

## 地理
克勞斯維爾所處的海拔為高於海平面137米（即449英呎），而該地所採用的時區為UTC-5，即北美东部時區（EST）。同時該地設有夏令時間，為UTC-5調快一小時，即UTC-4（EDT）。